# Stefano Lippi
Stefano Lippi (Trieste, 23 gennaio 1981) è un atleta paralimpico italiano.

## Biografia
Ha subito l'amputazione di un arto dopo essere stato investito da un'auto.

## Carriera
Ha partecipato alle Paralimpiadi estive 2004 vincendo l'argento nel salto in lungo F42 uomini.

## Palmarès
- Giochi Paralimpici
  - Atene 2004: argento salto in lungo
- Campionati del mondo
  - 2002: oro salto in lungo
- Campionati europei
  - 2001: bronzo 100 m - 200 m
  - 2003: argento 200 m - salto in lungo